# 251P/LINEAR
251P/LINEAR – kometa krótkookresowa, należąca do rodziny Jowisza. 

## Odkrycie
Kometa została odkryta 17 kwietnia 2004 w ramach programu obserwacyjnego LINEAR.

## Orbita komety i właściwości fizyczne
Orbita komety 251P/LINEAR ma kształt elipsy o mimośrodzie 0,5. Jej peryhelium znajduje się w odległości 1,71 j.a., aphelium zaś 5,27 j.a. od Słońca. Jej okres obiegu wokół Słońca wynosi 6,52 roku, nachylenie do ekliptyki to wartość 23,5˚.
Jądro tej komety ma rozmiary maks. kilku km.